# 鈴木格禅
鈴木格禅（すずき かくぜん、1926年10月20日 - 1999年8月19日）は、日本の仏教学者。 澤木興道に師事した。愛知県生まれ。

## 略歴
太平洋戦争時は東京陸軍航空学校をへて陸軍航空隊に入隊。戦後、会社勤めをへて労働学校に学び、静岡県の禅寺の小僧となり澤木興道に出会う。1948年駒澤大学専門部仏教科に入り、1953年駒澤大学仏教学部卒、同大竹友寮の寮監となるが、1972年免職。駒澤大学仏教学部教授、同大学禅研究所所長。1997年定年退職し名誉教授。永平寺 眼蔵会講師のほか、坐禅会講師として外国へも赴いた。

## 著書
- 『正法眼蔵随聞記』（日本放送出版協会、1988年）
- 『正法眼蔵随聞記に学ぶ 若き道元の言葉』（大法輪閣、2002年）
- 『正法眼蔵生死提唱 CDブック』（大法輪閣、2006年）

### 共著
- 『十二巻本『正法眼蔵』の諸問題』（鏡島元隆との共著、大蔵出版、1991年）

### 共編書
- 『道元禅師全集』全7巻（酒井得元共監修、鏡島元隆、小坂機融、河村孝道校註、春秋社、1988-93年）
1・2正法眼蔵 上・下、3・4永平広録 上・下
5語録、6清規・戒法・嗣書、7法語・歌頌等

### 論文
- CiNii>鈴木格禅
- INBUDS>鈴木格禅